# NGC 3617
NGC 3617 is een elliptisch sterrenstelsel in het sterrenbeeld Waterslang. Het hemelobject werd op 22 maart 1836 ontdekt door de Britse astronoom John Herschel.

## Synoniemen
- ESO 503-12
- MCG -4-27-8
- UGCA 231
- AM 1115-255
- PGC 34513